# 쿰브란

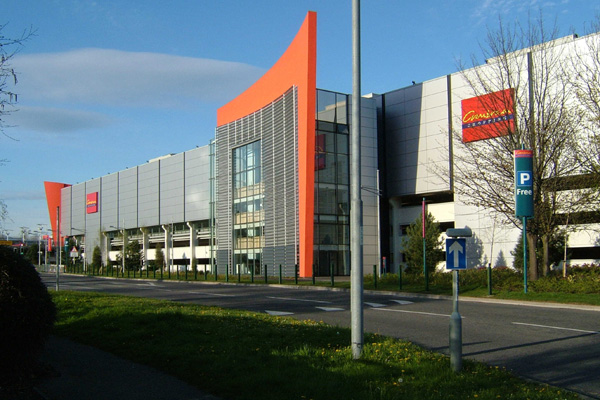

쿰브란(웨일스어: Cwmbran)은 웨일스의 도시로, 인구는 47,254명이다.

## 저명한 인물
- 대니 가비던: 카디프 시티 FC, 웨일스의 축구 선수.